# Maurizio Rossi (calciatore 1970)
(Maurizio Rossi, rispondendo ai giornalisti di Rai 2 alla fine di Vicenza-Napoli, il 29 maggio 1997)
Maurizio Rossi (Parma, 16 febbraio 1970) è un allenatore di calcio ed ex calciatore italiano, di ruolo ala.

## Carriera

### Giocatore

Maurizio Rossi e Roberto Murgita, 24 settembre 1995.

Esordì fra i professionisti nel campionato di Serie C2 del 1988-89 con la Rondinella Firenze, squadra con cui rimase fino al 1993 mettendosi in luce fra i dilettanti del Campionato Nazionale Dilettanti. Fu quindi acquistato dal Valle d'Aosta Aosta-Sarre, in C2 tanto, e nel 1994 passò al L.R. Vicenza in Serie B.
Con i biancorossi giocò prima un campionato giocando molte partite, sebbene spesso partisse dalla panchina, poi due anni in massima serie, arrivando a segnare forse il gol più importante della storia della squadra. Sua infatti la realizzazione decisiva nei tempi supplementari di L.R. Vicenza-Napoli, finale di Coppa Italia del 1997. A Vicenza nel settembre 1995 ebbe modo di segnare anche il primo gol del Vicenza in Serie A dopo sedici anni, contro la Fiorentina.
Passato al Lecce in quell'anno e al Treviso in quello successivo, si scoprì anche un discreto realizzatore arrivando a segnare 9 reti nel campionato 1999-2000 col Pescara.
Tornato a Vicenza, giocò 15 partite nel campionato in cui i biancorossi sono retrocessi. Anche Rossi tornò a giocare in Serie B, prima col Siena e poi due anni col Venezia, disputando in laguna il campionato 2002-2003.
Nel 2004 passò al Padova in Serie C1 giocando 6 partite di campionato, per passare alla Viterbese nel 2005-2006 giocando 16 volte con 2 gol. Svincolato, nel novembre 2006 viene ingaggiato dal Città di Jesolo, militante in Serie D, disputando 15 partite con un gol.
Quindi è passato all'Union Borso, militante in Terza Categoria, con cui nella stagione 2008-2009 ha vinto il campionato con due partite di anticipo.

### Allenatore
Il 7 agosto 2009 firma un contratto biennale col Sandonà 1922 di cui diventa il nuovo allenatore della prima squadra. Successivamente guida la Miranese in Eccellenza.
Da agosto 2014 è l'allenatore della formazione Berretti del Venezia; il 19 ottobre 2014, per quattro giorni, è stato l'allenatore della prima squadra in sostituzione dell'esonerato Alessandro Dal Canto in attesa della nomina di Michele Serena, guidando la prima squadra nella sconfitta di Coppa Italia Lega Pro contro la Spal.
Nel giugno del 2015 diventa il nuovo allenatore della Clodiense in Serie D. Il 19 ottobre viene sollevato dall'incarico.
Nel giugno del 2016 torna nel settore giovanile del Venezia come allenatore degli Allievi per la stagione 2016-2017.

## Palmarès

### Giocatore

#### Competizioni nazionali
- Coppa Italia: 1

Vicenza: 1996-1997

#### Competizioni provinciali
- Terza Categoria: 1

Union Virtus Romano Borso: 2008-2009